# Hermann von Oppeln-Bronikowski
Hermann von Oppeln-Bronikowski, nemški jahač in general, * 2. januar 1899, Berlin, † 18. september 1966, Gaißach.
Oppeln-Bronikowski je bil član nemške jahalne ekipe, ki je na poletnih olimpijskih igrah leta 1936 osvojila vse zlate medalje v vseh 6 disciplinah; do sedaj prvi in edini tak uspeh.
Med drugo svetovno vojno je bil tankovski general Wehrmachta.

## Odlikovanja
- nemški križ v zlatu
- viteški križec železnega križca (1. januar 1943)
- viteški križec železnega križca s hrastovimi listi (536., 28. julij 1944)
- viteški križec železnega križca s hrastovimi listi in meči (142., 17. april 1945)
- Verwundetenabzeichen, 1939 v bronu
- Panzerkampfabzeichen v srebru
- Hessische Tapferkeitsmedaille